# Ценово (община)
Ценово (болг. Община Ценово) — община в Русенской области Болгарии. Административный центр — село Ценово.
Население составляет 6683 человека (на 15 мая 2008 года). Площадь территории общины 249,7 км².

## Состав общины
В состав общины входят следующие населённые пункты (сёла):
- Белцов
- Беляново
- Джулюница
- Долна-Студена
- Караманово
- Кривина
- Новград
- Пиперково
- Ценово